# 長楽寺 (奈良県平群町)
長楽寺（ちょうらくじ）は、奈良県平群町吉新にある、真言宗豊山派の寺院。山号は、勝出（かちで）山。本尊は、聖観音立像。

## 解説
用明天皇二年聖徳太子の建立と伝えられる古刹。もとは、観音堂・文殊堂・毘沙門堂などの寺観が整い多数の支坊もあったが、応永二年、火災のため焼失。現在の本堂は、桃山時代に再興された。
大和北部八十八カ所霊場の、第四十三番札所。
なお、境内に桜の大木があり、開花の時期にはライトアップされる。